# بروبيونات الفلوتيكازون
بروبيونات الفلوتيكازون وهو دواء ينتمي إلى مجموعة تسمى بالكورتيكوستيرويد، وبالتحديد الغلوكوكورتيكويد, وهي هرمونات تؤثر في استقلاب السكريات وكذلك الدهون والبروتين بشكل أقل. يستعمل في علاج الربو وحساسية الأنف والسلائل الأنفية وأنواع مختلفة من الأمراض الجلدية وداء كرون والتهاب القولون التقرحي. وكذلك يستعمل في علاج التهاب المريء اليوزيني.

## الاستعمالات الطبية

### الربو
يستعمل في علاج الربو ويتوفر على شكل مسحوق جاف وكذلك رذاذ للاستنشاق.

### حساسية الأنف
يتوفر على شكل بخاخ أنفي

### السلائل الأنفية
تستعمل قطرات أنفية تحتوي على بروبيونات الفلوتيكازون في علاج السلائل الأنفية.

### الأمراض الجلدية
يتوفر بروبيونات الفلوتيكازون على شكل كريمات ومراهم تستعمل في علاج عدد من الأمراض الجلدية.

### داء كرون والتهاب القولون التقرحي
يمكن استعمال بروبيونات الفلوتيكازون عن طريق الفم لعلاج داء كرون والتهاب القولون التقرحي.